# Congo (chimpanzé)
Congo (1954—1964) foi um chimpanzé famoso por produzir trabalhos de arte com ajuda do artista Desmond Morris. Faleceu aos 10 anos de idade devido a tuberculose.
Em junho de 2005 três dos seus quadros foram leiloados na Casa Bonhams de Londres por 14.400 libras (21.600 euros).